# Yushu, Yushu
Yushu är ett härad i en prefektur med samma namn i Qinghai-provinsen i nordvästra Kina. Det ligger omkring 630 kilometer sydväst om provinshuvudstaden Xining. Huvudsäte för häradet är köpingen Kyegundo. 
Det finns en rad kloster och tempel sevärdheter i området. 1937 avled den nionde Panchen Lama, som varit i landsflykt från centrala Tibet i flera år, i Kyegundo.
Den 14 april 2010 inträffade en jordbävning, som hade sitt epicentrum 30 km söder om Kyegundo.